# 1941 Wild
1941 Wild este un asteroid din centura principală, descoperit pe 6 octombrie 1931 de Karl Reinmuth.